# 王育麟
王育麟（1964年8月16日—），是一位台灣電影、電視劇、紀錄片導演。台北市人。肄業於台灣大學森林系，並自紐約視覺藝術學院電影系肄業。2018/4/16-2018/8/31為華視副總經理。現為飛爾創意有限公司，（原名：蔓菲聯爾創意製作有限公司）影視編導、製作人。

## 電影作品

### 電影經歷：
- 1990年 楊立國《我的兒子是天才》副導演
- 1991年 楊德昌《牯嶺街少年殺人事件》美工道具
- 1991年 陳誌華《小鬼大哥大》副導演、中英文現場翻譯
- 電影劇本《末路狂歌》、《棉花炸彈》（獲1997年優良劇本獎）《赤道之戀》《我要我的A片》《動物園》（獲2009年優良劇本獎)

```
《阿莉芙》 （獲2017年金馬獎最佳原創劇本入圍。 《美麗上山》獲2021年文化部優良劇本獎。
```

- 1998年 公共電視 人生劇場《棉花炸彈》編劇、導演、製作人
- 2006年  DV 90分鐘電影 《我要我的a片》 編劇、導演、製作人
- 2010年  擔任電影《父後七日》 製作人，並與劉梓潔共同執導。
- 2012年  擔任電影《龍飛鳳舞》 導演、編劇、製作人。
- 2017年  擔任電影《阿莉芙》 導演、編劇、製作人。
- 2022年  擔任電影《動物感傷の清晨》 導演、編劇、製作人。
- 2024年  擔任電視電影《暗潮》 編劇。 獲當年度金鐘獎最佳編劇入圍。

### 紀錄片編導
- 1994 《台灣軍人》三十分鐘紀錄片 編導
- 1995 《新興民族》六十分鐘紀錄片 導演
- 1996   台北縣政府完全中學紀錄片 編導
- 2000   921震災系列紀錄片 《流動的斷層》 編導
- 2001  公共電視12集綠色矽島首部曲 紀錄片製作人、編導
- 2004 《還原228》 紀錄片 編導
- 2006 《林江邁的故事》 紀錄片 編導
- 2007 《如果我必須死一千次》 台灣左翼紀事 編導

## 影展/獲獎/補助記錄
- 1989 《悲傷華爾滋》 金穗獎優等八釐米動畫
- 1992 《他比煙花寂寞》金穗獎優等錄影帶劇情片
- 1992 《四十年來最大贏家》民進黨競選廣告比賽 首獎
- 1996 《台灣軍人》金穗獎最佳錄影帶紀錄片
- 1997 《棉花炸彈》獲電影基金會短片輔導金、86年度新聞局優良電影劇本獎及台北電影節入圍
- 1999 《赤道之戀》劇本創作獲國藝會補助
- 2006 《愛情波羅蜜(我要我的A片)》 電影創作 獲台北市文化局補助
- 2007 紀錄片《如果我比須死一千次-台灣左翼紀事》

```
       入選台北電影節及2008年紀錄片雙年展 及 鐵馬影展。 
```

- 2010 《父後七日》 台北電影節最佳女演員、最佳劇本，金馬獎七項入圍，獲最佳改編劇本獎，最佳男配角獎

```
       入選香港電影節、香港金像獎、日本福岡影展、首爾數位影展、印度果阿影展、舊金山台灣影展、北京華語青年影像論壇影展、泰國影展、倫敦台灣影展、
```

- 2012 《龍飛鳳舞》 金馬獎最佳新演員入圍

```
       入選日本福岡影展 
```

- 2017 《阿莉芙》   第54屆金馬獎兩項入圍，獲最佳男配角獎

```
        入選紐約台灣影展，北海道性別議題影展，義大利影展，台北電影節，亞太影展
           舊金山第41屆MVFF影展，北海道札榥影展，新加坡性別影展，美國匹茲堡大學特別放映，上海性別影展（私人）
```

（ 2018/4/15-2018/8/31 任職公廣集團華視副總經理） 
- 2021 監製《高山上的熱氣球》   第58屆金馬獎最佳原創劇本入圍，新加坡華語影展入選

- 2022 編導《動物感傷の清晨》 入選北歐愛沙尼亞黑夜影展競賽類
- 2023 監製/編劇 公視人生劇展《暗潮》 入選2024金鐘獎戲劇類最佳女主角，最佳電視電影，最佳編劇。
- 2024 輔導金電影《美麗上山》籌備中

## 外部連結
- 歷年金穗獎得獎名單